# Teen Choice Awards
Teen Choice Awards je každoroční americké ocenění, které vysílá americká stanice Fox. Oceňováni jsou lidé z oblasti hudby, filmu, televize, sportu a módy, dospívajícími diváky od 13 do 19 let. Kromě standardních kategorií mohou být ještě nepravidelně vypisovány mimořádné kategorie a dále mohou být udělována i zvláštní ocenění. Slavnostní předávání cen se koná vždy za přítomnosti mnoha osobností z oblasti zábavy, umění a sportu. Jako cena slouží malé „umělecky“ vyzdobené surfovací prkno s letní tematikou a grafikou show.

## Formát a podobné ocenění
Teen Choice Awards je velmi podobné dalším americkým oceněním – Nickelodeon Kids' Choice Awards a People's Choice Awards. Obě ocenění s Teen Choice Awards souvisí. Kids' Choice Awards jsou předávány v Americe již od roku 1988, ocenění však předávají děti. People's Choice Awards jsou předávány od 1975 osobami bez věkových omezení.
Formát show se od roku 1999 nijak nemění. Velkou změnou prošlo jen hlasování. Hlasovací lístky byly dříve tištěny v časopisech s teenagerovskou tematikou. Později se hlasovalo na webovém portálu televize Fox (Fox.com). Roku 2008 byly založeny oficiální webové stránky teenchoiceawards.com, kde mají lidé možnost hlasovat prostřednictvím formulářů. O rok později byl založen ještě Twitter účet „teenchoicegirl,“ který informuje diváky a fanoušky o novinkách.

## Kategorie

### Filmy
| - Akční film - Akční film: Herec - Akční film: Herečka - Dramatický film - Dramatický film: Herec - Dramatický film: Herečka - Romantická komedie - Romantická komedie: Herec - Romantická komedie: Herečka - Komedie - Komedie: Herec - Komedie: Herečka | - Fantasy - Fantasy: Herec - Fantasy: Herečka - Sci-fi - Sci-fi: Herec - Sci-fi: Herečka - Chemie - Polibek - Boj - Padouch - Animovaný film - Záchvat vzteku |

### TV
| - Dramatický seriál - Akčí/dobrodružný seriál - Komediální seriál - Reality - Reality soutěž - Pozdní show - Průlomový seriál - Sci-Fi/Fantasy seriál - Dramatický seriál: Herec - Dramatický seriál: Herečka - Akčí/dobrodružný seriál: Herec - Akčí/dobrodružný seriál: Herečka - Komediální seriál: Herec | - Komediální seriál: Herečka - Průlomová hvězda: Muž - Průlomová hvězda: Žena - Rodičovská jednota - Televizní parťák - Televizní padouch - Televizní fantastika - Animovaný seriál - Televizní osobnost - Hvězda reality show - Zloděj scén: Muž - Zloděj scén: Žena |

### Hudba
| - Píseň - Zpěvačka - Zpěvák - Zamilovaná píseň - Raper - R&B umělec - Rocková skupina | - Country skupina - Country: Zpěvačka - Country: Zpěvák - Průlomový umělec - Průlomová skupina - Elektronic taneční umělec |

### Letní kategorie
- Letní film
- Letní filmový herec
- Letní filmová herečka
- Letní seriál
- Letní seriálový herec
- Letní seriálová herečka
- Letní zpěvačka
- Letní zpěvák
- Letní skupina
- Letní tour
- Letní píseň
- Letní Hip-Hop Umělec
- Letní Hip-Hop Zpěvačka
- Letní Hip-Hop Zpěvák
- Letní Gypsy/Czech Umělec

### Netradiční kategorie
- Kniha
- Krásný muž
- Krásná žena
- Ikona červeného koberce: Žena
- Ikona červeného koberce: Muž
- Internetová hvězda
- Twit
- Upír
- Komediant

## Zvláštní ceny

### Mimořádný úspěch
- 2000 – Serena & Venus Williams
- 2001 – Sarah Michelle Gellar
- 2002 – Reese Witherspoonová

### Cena odvahy
- 2004 – Bethany Hamilton
- 2006 – Jason McElwain

### Vizionář
- 2005 – Gwen Stefani
- 2017 – Bruno Mars

### Poslední cena
- 2003 – Mike Myers
- 2007 – Justin Timberlake
- 2009 – Britney Spears
- 2011 – Taylor Swift
- 2012 – Sága Stmívání
- 2013 – Ashton Kutcher
- 2014 – Selena Gomez
- 2017 – Miley Cyrus

### Acuvue cena inspirace
- 2011 – Demi Lovato
- 2012 – Miranda Cosgroveová
- 2013 – Nick Jonas

### Candies stylová cena
- 2013 – Miley Cyrus
- 2014 – Zendaya
- 2015 – Britney Spears

### Cena dekádová
- 2016 – Justin Timberlake
- 2017 – Maroon 5

### See Her
- 2017 – Vanessa Hudgens

Poznámka: Speciální ceny nejsou udělovány každý rok.